# Orthogeomys cavator
Orthogeomys cavator är en däggdjursart som först beskrevs av Outram Bangs 1902.  Orthogeomys cavator ingår i släktet Orthogeomys och familjen kindpåsråttor. IUCN kategoriserar arten globalt som livskraftig. Inga underarter finns listade i Catalogue of Life. Wilson & Reeder (2005) skiljer mellan tre underarter.
Arten lever i Costa Rica och norra Panama. Den vistas i låglandet och i bergstrakter upp till 2400 meter över havet, sällan till 3200 meter. Habitatet utgörs av skogar, skogsgläntor och jordbruksmark. Orthogeomys cavator äter bland annat odlade växter och betraktas därför som skadedjur.